# Agarak (Lori)
Agarak är en ort i Armenien.   Den ligger i provinsen Lori, i den nordvästra delen av landet, 90 kilometer norr om huvudstaden Jerevan. Agarak ligger 1 375 meter över havet och antalet invånare är 1 278.
Terrängen runt Agarak är huvudsakligen kuperad, men norrut är den bergig. Närmaste större samhälle är Odzun, 13,0 kilometer öster om Agarak.
Trakten runt Agarak består till största delen av jordbruksmark. Runt Agarak är det ganska tätbefolkat, med 96 invånare per kvadratkilometer.